# Isabel Carlota do Palatinado (1597–1660)
Isabel Carlota do Palatinado (19 de novembro de 1597 - 16 de abril de 1660) foi a esposa de Jorge Guilherme, Eleitor de Brandemburgo, e mãe de Frederico Guilherme, Eleitor de Brandemburgo, o "Grande Eleitor".

## Biografia
Isabel Carlota era filha do príncipe-eleitor Frederico IV, Eleitor Palatino e da princesa Luísa Juliana de Orange-Nassau. O seu irmão Frederico tornou-se conhecido como eleitor-palatino e como o "rei de inverno" da Boémia.
O casamento foi arranjado com o objectivo de unir estas duas dinastias protestantes. Em 1618, a deposição do seu irmão do trono da Boémia causou a Guerra dos Trinta Anos. O seu marido era considerado ambivalente e passivo, mas Carlota garantiu a protecção dos irmãos quando Brandemburgo foi forçado a combater contra a Áustria no que dizia respeito a assuntos relacionados com a Boémia e o Sacro Império Romano-Germânico. Na corte preferia o partido protestante em vez do partido pró-austríaco. Teve uma grande influência sobre o filho, levando-o a simpatizar com a causa protestante e ele era mais chegado à mãe do que era normal naquela época. Isabel passou os seus últimos anos de vida em Krosno Odrzańskie, onde morreu.

## Descendência
Em 1616, Isabel casou-se com o príncipe-eleitor Jorge Guilherme, Eleitor de Brandemburgo de quem teve os seguintes filhos:
- Luísa Carlota de Brandemburgo (13 de setembro de 1617 - 29 de agosto de 1676), casada com Jacob Kettler, duque da Curlândia; com descendência;
- Frederico Guilherme, Eleitor de Brandemburgo (16 de fevereiro de 1620 - 29 de abril de 1688), o "Grande Eleitor", casado primeiro com a princesa Luísa Henriqueta de Orange-Nassau; com descendência. Casado depois com a duquesa Sofia Doroteia de Schleswig-Holstein-Sonderburg-Glücksburg; com descendência;
- Edviges Sofia de Brandemburgo (14 de julho de 1623 - 16 de junho de 1683), casada com o conde Guilherme VI, Conde de Hesse-Cassel; com descendência.

## Genealogia
| Isabel Carlota do Palatinado | Pai: Frederico IV, Eleitor Palatino | Avô paterno: Luís VI, Eleitor Palatino       | Bisavô paterno: Frederico III, Eleitor Palatino       |
| Isabel Carlota do Palatinado | Pai: Frederico IV, Eleitor Palatino | Avô paterno: Luís VI, Eleitor Palatino       | Bisavó paterna: Maria de Brandenburg-Kulmbach         |
| Isabel Carlota do Palatinado | Pai: Frederico IV, Eleitor Palatino | Avó paterna: Isabel de Hesse                 | Bisavô paterno: Filipe I de Hesse                     |
| Isabel Carlota do Palatinado | Pai: Frederico IV, Eleitor Palatino | Avó paterna: Isabel de Hesse                 | Bisavó paterna: Cristina da Saxónia                   |
| Isabel Carlota do Palatinado | Mãe: Luisa Juliana de Orange-Nassau | Avô materno: Guilherme I, Príncipe de Orange | Bisavô materno: Guilherme I de Nassau-Dillenburg      |
| Isabel Carlota do Palatinado | Mãe: Luisa Juliana de Orange-Nassau | Avô materno: Guilherme I, Príncipe de Orange | Bisavó materna: Juliana de Stolberg-Wernigerode       |
| Isabel Carlota do Palatinado | Mãe: Luisa Juliana de Orange-Nassau | Avó materna: Carlota de Bourbon              | Bisavô materno: Luís de Bourbon, Duque de Montpensier |
| Isabel Carlota do Palatinado | Mãe: Luisa Juliana de Orange-Nassau | Avó materna: Carlota de Bourbon              | Bisavó materna: Jaqueline de Longwy                   |